# Karl Hugo Pruys
Karl Hugo Pruys (* 8. März 1938 in Herne) ist ein deutscher Journalist, Kommunikationswissenschaftler und Schriftsteller, vor allem von Sachbüchern. 

## Leben
Nach dem Besuch des Neusprachlichen Gymnasiums seiner Heimatstadt studierte Karl Hugo Pruys in Saarbrücken, Münster und Göttingen Soziologie und Publizistikwissenschaft.
Zu einem ersten Erfolg als Autor kam es 1969 mit der Herausgabe des dtv-Wörterbuchs zur Publizistik, das bis zu diesem Zeitpunkt keinen Vorläufer hatte. Das Buch basierte auf seinem Konzept (als Mitarbeiter fungierte der Pressehistoriker Kurt Koszyk in Dortmund). Das dtv-„Wörterbuch zur Publizistik“ erzielte fünf Auflagen. Ihnen folgte 1980 das dtv-„Handbuch der Massenkommunikation“ (beide auch als Hardcover bei Verlag Dokumentation Saur, München). Beide Titel gelten bis heute als „Standardwerke des Medienfachs“ (Prof. W. Langenbucher in der FAZ). 
Nach einem Zeitungsvolontariat als Redakteur und Korrespondent bei regionalen und überregionalen Zeitungen, unter anderen bei der Tageszeitung Die Welt, der Stuttgarter Zeitung, dem Münchner Merkur und der Frankfurter Neuen Presse folgte zwischen 1968 und 1972 eine Tätigkeit als Redakteur unter Features und Dokumentationen bei der Deutschen Welle in Köln.
Von 1973 bis 1977 erfolgte ein befristeter Wechsel in die Zentrale der Bundes-CDU. Dort war Pruys Pressesprecher für den Vorsitzenden Helmut Kohl. Im Jahr 1995 veröffentlichte er eine Biografie über Helmut Kohl. Von 1978 bis 1986 war er Bonner Korrespondent des Münchner Merkur. Danach wurde er freier Journalist und Autor, unter anderem von sprachkritischen Büchern und Biografien.

## Werke

### Sachbücher
- Wörterbuch zur Publizistik. 1969 ff.
- Macht und Meinung. Aspekte der SPD-Medienpolitik. (mit Volker Schulze). 1975, ISBN 3-8046-8507-2.
- Handbuch der Massenkommunikation. 1980
- Die Akte Jean. (Roman) 1991
- Im Vorfeld wird zurückgeschossen. Wie Politiker und Medien die deutsche Sprache verhunzen. 1994. 2. Auflage 1995
- Helmut Kohl. Die Biographie. 1995 (auch englisch / französisch)
- Die Liebkosungen des Tigers. Eine erotische Goethe-Biographie. 1997 (auch englisch)
- Die deutsche Phrasenparade. 99 Allgemeinplätze. 1998
- Goethe bytes. Ein Almanach.  1999
- Ich rede also bin ich. Sprache ohne Sprüche. 2000
- Bequem war er nie. Christian Schwarz-Schilling. Ein Leben für die Politik. 2000
- DIE BIBLIOTHEK. 44 Bücher, die man gelesen haben muß. 2001. 2. Auflage 2002
- Die Republik der Phrasendrescher. Wortwörtliches einer verunglückten Sprache. 2004
- Helmut Kohl: der Mythos vom Kanzler der Einheit. Edition Q, 2004, 136 S., ISBN 3861245868
- Christian Wulff. Deutschland kommt voran. 2006
- Bis in die Puppen. Die hundert populärsten Redensarten. 2008

### Kritiken
- DIE BIBLIOTHEK (2002): Die Auswahl ….erscheint mir plausibel, und die Textcharakterisierungen bestechen durch ihre Anschaulichkeit und Lebendigkeit sowie die Aktualität ihrer Fragestellungen.  Ronald Schneider (Standing Order Literatur)
- Auf der Suche nach einem Kanon für die Gegenwart. (FAZ)
- Das Kontrastprogramm: eine gute und mutige Beschränkung auf nur 44 Bücher. Christian von Montfort
- Alles in 44 Büchern. NZZ